# Julius Lohr
Karl Julius Lohr (auch Karl-Julius, genannt Jule)  (* 16. November 1850; † 28. Juni 1921) war ein deutscher Kleintierzüchter, Mitbegründer und langjähriger Vorsitzender des ersten deutschen Kaninchenzüchtervereins in Chemnitz, sowie einer der ersten Preisrichter für Rassekaninchen in Deutschland.

## Leben
Karl Julius Lohr wurde am 16. November 1852 als Sohn einer Handwerkerfamilie in Kappel geboren. Bereits im Elternhaus kam Lohr mit der Kleintier- und Vogelzucht in Kontakt. Von 1863/64 bis 1867 erlernte Lohr das Tischlerhandwerk und ging nach der Gesellenprüfung im Raum Dresden auf Wanderschaft. 1869 zum Militär eingezogen, nahm Julius Lohr 1870/1871 am Deutsch-Französischen Krieg teil und lernte dort, wie viele andere Soldaten auch, die modernere, in Deutschland in dieser Form damals noch weitgehend unbekannte Kaninchenzucht kennen. Nach Deutschland zurückgekehrt, war Lohr 1877/1878 in Görlitz, wo von Robert Oettel bereits 1852 der „Hühnerologische Verein“ zur Förderung der Rassegeflügelzucht gegründet worden war, um Erfahrungen und Hinweise zur Gründung eines Kleintierzuchtvereins zu sammeln.
Zusammen mit Julius Berger, Gustav Felber, Ernst Fischer, Heinrich Junge, Herrmann Rost, Julius Sonntag und Paul Starke gründete Lohr am 12. April 1880 in Restaurant „Bienenstock“ in Chemnitz den „Allgemeinen Kaninchenzüchterverein Chemnitz“ der damit zum ersten derartigen Verein in Deutschland wurde. Julius Lohr wurde zum Vorsitzenden gewählt, ein Amt, das er bis 1900 innehatte, danach wurde er zum Ehrenvorsitzenden auf Lebenszeit bestimmt.
1885 erarbeitete Lohr für die erste Kaninchenschau mit Bewertung der Tiere ein auf 100 zu erreichenden Punkten beruhendes Bewertungssystem für die Rassen Angora, Belgische Riesen, Französische Widder, Silber- und Russenkaninchen. Dieses Bewertungssystem kann damit als der erste in Deutschland angewandte Standard für Rassekaninchen angesehen werden. Das von Lohr eingeführte 100-Punkte-System bildet auch heute noch die Grundlage der Rassekaninchenbewertung.
Am 27. März 1892 erfolgte in Leipzig die Gründung des „Bundes Deutscher Kaninchenzüchter“, Julius Lohr wurde in den Vorstand gewählt und war zeitweise auch dessen Vorsitzender. 1893 wurde Lohr als einer von 3 Preisrichtern des Bundes bestätigt.